# Монтгомері Кліфт
Едвард Монтгомері Кліфт (англ. Edward Montgomery Clift, більш відомий як Монтгомері Кліфт (або Монті Кліфт), 17 жовтня 1920 — 23 липня 1966) — американський актор, один з перших голлівудських секс-символів — прихильників системи Станіславського (разом з Марлоном Брандо та Джеймсом Діном).

## Біографія
Монтгомері Кліфт народився 17 жовтня 1920 року в Омасі, штат Небраска. Його батько, Вільям Брукс Кліфт, був успішним брокером на Волл-стріт. Оскільки він працював у Нью-Йорку, за дітьми доглядала лише мати актора Етель Андерсон. Вона часто брала маленького Монті, його сестру-близнюка Роберту та брата Брукса в подорожі по Європі і на Бермудські острови, де в Кліфта був будинок. Щоб розв'язувати питання з освітою, батьки на час цих довгих поїздок наймали для дітей приватних вчителів. Однак життєвий уклад родини Кліфт сильно змінився 1929 року, коли почалася Велика депресія.
Ледве Монті виповнилося 13 років, вони переїхали до Сарасоти (Флорида). Там майбутній актор брав участь у місцевому юнацькому драматичному клубі, де вперше випробував свої сили на театральному терені. Монтгомері дуже серйозно поставився до свого нового захоплення. Його мати бачила, як природно він тримався на сцені, і подала Монтгомері думку про професійну акторську кар'єру. Незабаром сім'я Кліфт знову переїхала — цього разу до Шерону (штат Массачусетс). Монтгомері з успіхом пройшов проби на роль у бродвейській постановці «Відлітай додому», у якій він грав два сезони. Коли Монтгомері отримав головну роль у виставі «Дама природа», його сім'я переїхала на Мангеттен. Ця роль принесла акторові зоряний статус вже у 17 років.

## Кар'єра
На Бродвеї Кліфт дебютував 1942 року. Після успіху в п'єсі Торнтона Вайлдера він близько зійшовся з її автором, який дав йому пораду триматися трохи далі від Голлівуду.
Після 10 років театральної кар'єри Кліфт вліз у борги, щоб розплатитися із заборгованістю в розмірі 13 тисяч $ він прийняв пропозицію Говарда Гоукса знятися разом з Джоном Вейном у фільмі «Червона ріка», який нині визнаний одним з найвидатніших вестернів. У цьому ж році він був номінований на премію «Оскар» за роль у фільмі «Пошук». Ця роль прославила його як нового голлівудського секс-символа, яких міг зіграти й в ролі достатньо сприйнятливих і, місцями, вразливих героїв.
Біографи сходяться на тому, що Кліфт був бісексуальним: відомі його романи як з чоловіками, так і з жінками. Любовні сцени з Елізабет Тейлор у фільмі «Місце під сонцем» продемонстрували новий зразок романтичних стосунків на екрані між чоловіком та жінкою. Дружні стосунки з Тейлор він зберіг до кінця життя. Такі стрічки, як «Відтепер і на віки віків», «Округ Рейнтрі», «Клуб самотніх сердець», по праву вважаються візитною карткою актора.
Попри те, що актор відхилив запрошення зніматися в «Бульвар Сансет» і «На схід від Едему», у нього не було нестачі пропозицій від режисерів. 1958 року Кліфт знявся в «Молоді леви» разом з одним зі своїх «конкурентів» на голлівудській сцені — Марлоном Брандо, якого на той час вважали суперником Кліфта, оскільки обидва вчилися в одній кіношколі, були на той момент шалено популярні й мали схожу манеру гри.
12 травня 1956 року, повертаючись з вечірки в Беверлі-Гіллз, Кліфт врізався у телефонний стовп. Внаслідок аварії в нього виявилися зламані ніс і щелепа. Одна з вилиць після цього була паралізована. Рятуючись від болю, актор приохотитися до болезаспокійливих та алкоголю, що зруйнувало його здоров'я. Самовбивчу поведінку актора називали «найдовшим суїцидом в історії Голлівуду».
Монтгомері Кліфт помер від серцевого нападу у віці 45 років у своєму будинку в Нью-Йорку. За висновком фахівців, настільки рання смерть актора могла бути викликана наркоманією, яка сильно підірвала його здоров'я.

## Особисте життя
У 2000 році близька подруга Кліфта Елізабет Тейлор вперше публічно заявила, що Кліфт — гей. Брат Кліфта стверджував, що той був бісексуалом. Коли Кліфт почав терапію наприкінці 1950 року, він сказав своєму психіатру «що він думає, що є гомосексуалом, і хоче знати, як з цим боротися». Після його смерті, у записаній телефонній розмові з братом, мати Кліфта заявила, що вона рано дізналася, що Кліфт — гомосексуал.
Кліфт був глибоко та інтенсивно пов'язаний з бродвейським хореографом Джеромом Роббінсом.

## Фільмографія
| Рік  | Українська назва                                  | Оригінальна назва      | Персонаж                      |
| ---- | ------------------------------------------------- | ---------------------- | ----------------------------- |
| 1948 | Пошук                                             | The Search             | Ральф «Стів» Стівенсон        |
| 1948 | Червона ріка                                      | Red River              | Метью «Метт» Гарт             |
| 1949 | Спадкоємиця                                       | The Heiress            | Морріс Таунсенд               |
| 1950 | Великий підйом                                    | The Big Lift           | Сержант Денні МакКаллоу       |
| 1951 | Місце під сонцем                                  | A Place in the Sun     | Джордж Істман                 |
| 1953 | Я сповідаюся                                      | I Confess              | Св. батько Майкл Вільям Логан |
| 1953 | Звідси ‒ у вічність                               | From Here to Eternity  | Роберт І. Лі «Пру» Пруітт     |
| 1953 | Вокзал Терміні (Невірність американської дружини) | Stazione Termini       | Джованні Доріа                |
| 1957 | Округ Рейнтрі                                     | Raintree County        | Джон Уайкліфф Шонессі         |
| 1958 | Подруга скорботних                                | Lonelyhearts           | Адам Вайт                     |
| 1958 | Молоді леви                                       | The Young Lions        | Ной Акерман                   |
| 1959 | Раптово, минулого літа                            | Suddenly, Last Summer  | Доктор Кукровіц               |
| 1960 | Дика річка                                        | Wild River             | Чак Гловер                    |
| 1961 | Неприкаяні                                        | The Misfits            | Перс Гавленд                  |
| 1961 | Нюрнберзький процес                               | Judgement at Nuremberg | Рудольф Петерсен              |
| 1962 | Фрейд: Таємна пристрасть                          | Freud                  | Зигмунд Фрейд                 |
| 1966 | Відступник                                        | The Defector           | Професор Джеймс Бауер         |

## Номінації
Монтгомері Кліфт був номінований на безліч найпрестижніших нагород, проте не отримав жодної з них.
- Премія «Оскар»
  - 1948 — Найкращий актор (за фільм «Пошук»)
  - 1951 — Найкращий актор (за фільм «Місце під сонцем»)
  - 1953 — Найкращий актор (за фільм «Відтепер і на віки віків»)
  - 1961 — Найкращий актор другого плану (за фільм «Нюрнберзький процес»)
- BAFTA
  - 1961 — Найкращий іноземний актор (за фільм «Нюрнберзький процес»)
- Золотий глобус
  - 1962 — Найкращий актор другого плану (за фільм «Нюрнберзький процес»)